# Walker Américo Frônio
Walker Américo Frônio (Americana, 15 de fevereiro de 1982) é um ex-futebolista e atual treinador de futebol brasileiro.
Atualmente comanda o Poços de Caldas .

## Títulos
- Campeonato Mundial de Futebol Sub-17: 1999